# Трагопан сірогрудий
Трагопан сірогрудий (Tragopan blythii) — вид куроподібних птахів родини фазанових (Phasianidae). Поширений в Південній Азії. Названий на честь Едварда Бліта (1810—1873), англійського зоолога та куратора Музею Азіатського товариства Бенгалії.

## Поширення та чисельність
Вид трапляється від Бутану через Аруначал-Прадеш, Нагаленд, Мізорам і Маніпур на північному сході Індії та північну М'янму до південно-східного Тибету та північного заходу Юньнань у Китаї. Його не було зареєстровано з початку 1970-х років у Бутані.
Мешкає в субтропічних і помірних, вічнозелених дубових і рододендронових лісах, зазвичай віддаючи перевагу густому підліску, де часто переважають бамбук або папороті на крутій або скелястій місцевості. Його задокументований діапазон висот становить від 1400 м (взимку) до 3300 м (влітку), але більшість записів походять із досить вузького діапазону (1800—2400 м).

## Опис
Самці досягають висоти від 65 до 70 см і досягають середньої маси тіла 1930 грамів. Самиці дещо меншими і досягають висоти від 58 до 59 см і важать від 1000 до 1500 грамів.
Як і всі трагопани, Бліттрагопан демонструє яскраво виражений статевий диморфізм. Самці мають вражаючий помаранчево-жовтий візерунок на голові, який виділено чорним. Проділ спини, потилиця, шия, верх грудей і дужка крил темно-помаранчево-червоні. На верхній стороні тіла окремі пір'я вузько обведені чорним кольором і мають V-подібні поперечні смуги палевого кольору, обведені чорною лінією, і червоно-каштановий край. Довші, широкі верхні покриви хвоста мають білі центральні плями на кінці з широкою червонувато-коричневою облямівкою. Пір'я хвоста чорні з неправильною смугою палевого кольору на базальній третині. Задня грудка і живіт димчасто-сірі, окремі пір'я мають світлі центри, які чітко виділяються з темніших країв пір'я. Боки і стегна чорні з плямами палевого кольору. Райдужка коричнева, дзьоб темно-рогового кольору, ноги рожево-коричневі.
У самиць верхня сторона тіла має чорно-бурий і білий малюнок. Кожне окреме перо також має ланцетну жовту лінію стрижня. Підборіддя і горло білуваті, низ тіла темно-бурий з брудно-білими плямами. Дзьоб самиці рогового кольору. Райдужка коричнева, шкіра орбіти жовтувата.

## Спосіб життя
Раціон складається з цілого ряду листя, насіння, ягід, фруктів, бруньок і безхребетних, і навіть жаб, принаймні як це спостерігалося у деяких екземплярів, що тримаються в неволі. Розмножується з березня або початку квітня до травня і може гніздитися як на землі, так і на деревах, зазвичай у гнізді, покинутому іншим видом. Кладка складається з двох-шести яєць. Інкубація триває приблизно 28—30 днів. Було помічено, як самці приносили їжу самиці, яка сиділа в гнізді.